# Pfefferminzöl

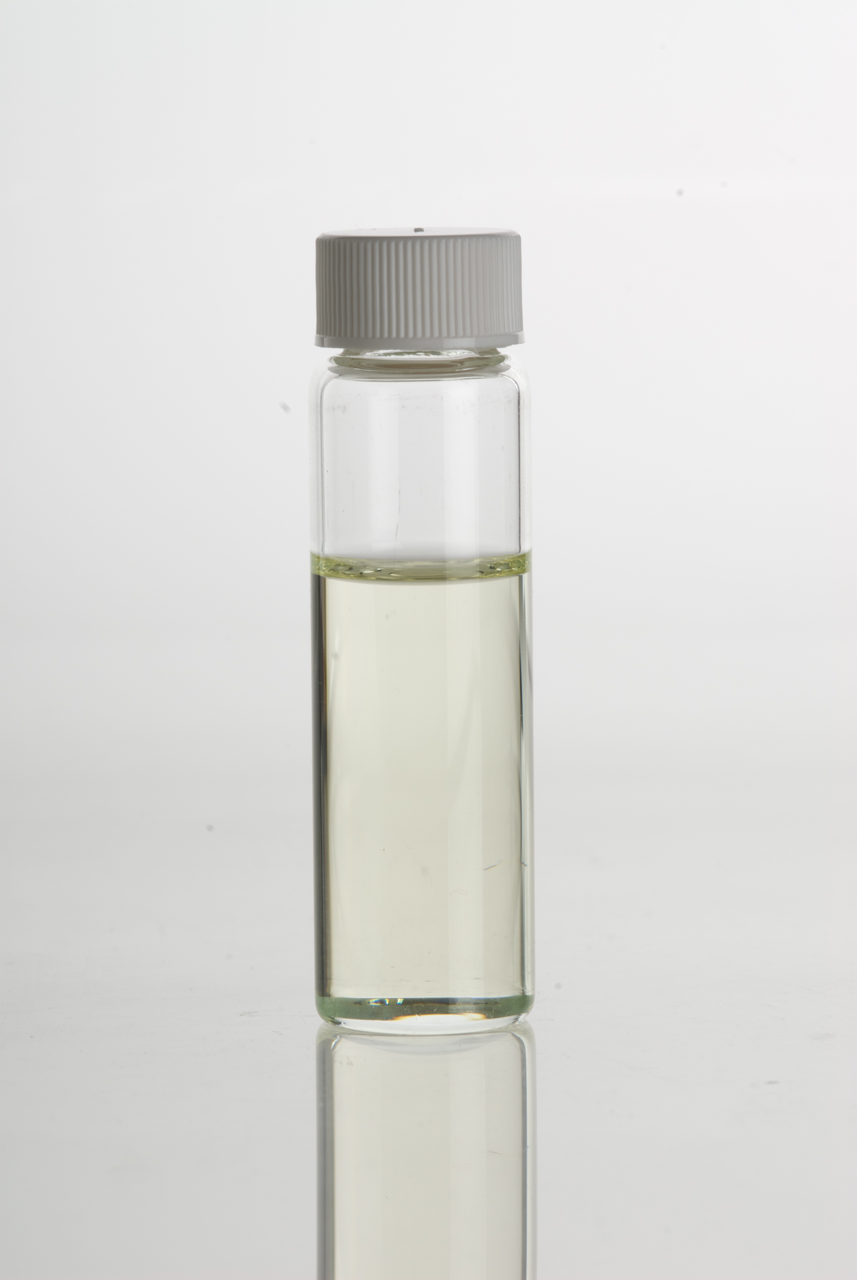
Pfefferminzöl

Pfefferminzöl ist ein in der Kosmetik- und pharmazeutischen Industrie bedeutendes ätherisches Öl. Es wird durch Wasserdampfdestillation von Pfefferminze (Mentha piperita) gewonnen. Herkunftsländer sind die USA (Mitcham und Pfefferminzöl Amerika Kennewick) sowie Bulgarien und Italien.
Im Jahr 2001 führte Deutschland 119 Tonnen aus den USA ein.

## Inhaltsstoffe
Hauptinhaltsstoffe sind das Menthol (35–45 %) und das Menthon (15–20 %); daneben noch Menthylacetat (3–5 %), Neomenthol (2,5–3,5 %), Isomenthol (3 %).  Für medizinische Anwendungen muss sichergestellt sein, dass das Menthofuran durch Destillation abgetrennt wurde.

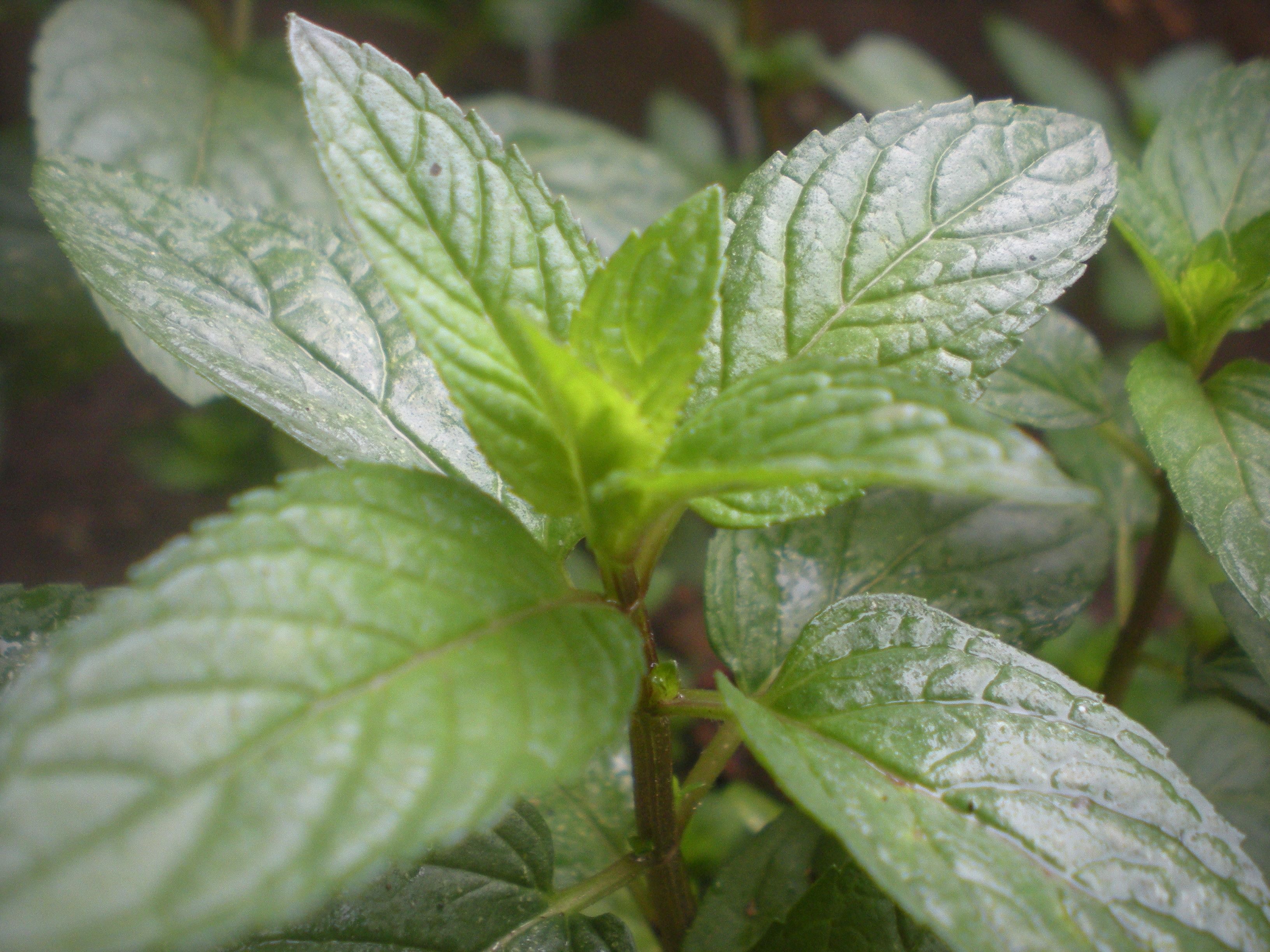
Pfefferminze (Mentha × piperita) enthält (−)-Menthon.

## Physikalische Eigenschaften
Pfefferminzöl ist eine farblose bis leicht gelbliche Flüssigkeit mit einer Dichte von 0,900–0,916 g/ml.

## Wirkung
Pfefferminzöl wirkt schwach antibakteriell und antifungal. Es fördert die Sekretion von Magensäften und Gallenflüssigkeit. Beim Reizdarmsyndrom kann die Anwendung gegenüber Placebo überlegen sein, wobei die Qualität der Evidenz sehr gering ist. Es traten auch mehr Nebenwirkungen auf.
Bei Hautauftrag entsteht langes Kältegefühl.
Die Forschung des Schmerztherapeuten Hartmut Göbel schlussfolgert eine Wirksamkeit von Pfefferminzöl (als 10-prozentige Lösung) bei Spannungskopfschmerz. Ein Vergleich mit Aspirin bei akutem, episodischen Spannungskopfschmerz bei Erwachsenen kann nicht gezogen werden, da die Datenlage unzureichend ist.

## Anwendungsgebiete

### Medizinisch
Pfefferminzöl wird innerlich bei Beschwerden der Gallenblase und des Gastrointestinaltrakts (Verdauungsapparats) angewendet. Beim Reizdarmsyndrom wird Pfefferminzöl in magensaftresistenten Kapseln zur Beruhigung der Muskeln des Dickdarms verabreicht. Bei Entzündungen der Mundschleimhaut und der oberen Atemwege wird Pfefferminzöl in heißem Wasser inhaliert.
Äußerlich angewendet lindert Pfefferminzöl Beschwerden bei Rheuma, Insektenstichen und Verbrennungen als 10-prozentige Salbe oder im Heilbad.

### Kosmetisch
Hauptanwendungsgebiet für Pfefferminzöl in kosmetischen Produkten sind Mundpflegemittel (über 50 %), weiterhin wird es als Aromastoff in der Lebensmittelindustrie und in der Aromatherapie genutzt.